# Latający cyrk Monty Pythona
Latający cyrk Monty Pythona – komediowy serial telewizyjny tworzony przez grupę brytyjskich komików, Monty Python. Producentami i reżyserami serialu byli Ian MacNaughton i John Howard Davies.
Serial składał się z 45 odcinków, tworzonych w czterech seriach dla telewizji BBC w latach 1969–1974. Każdy odcinek stanowił serię luźno powiązanych ze sobą skeczy o absurdalnym charakterze, przeplatanych animacjami Terry'ego Gilliama.
Mimo iż tylko nieliczna część skeczy stała się popularna, to w trakcie emisji odcinków serialu tworzyły one specyficzne ciągi znaczeniowe, tak że widz odnajdywał sens lub nie, jeżeli oglądał także wcześniejsze odcinki, w których pojawiały się analogiczne skecze, będące kontekstem dla późniejszych. Charakterystyczne w serialu było także naigrawanie się z telewizji BBC (najczęściej, że jest w trudnej sytuacji finansowej), która emitowała serial, jak również autoironia i podkreślanie braku szacunku dla widza. Typowymi skeczami w tym wypadku są oglądane przez odgrywane postacie „odcinki autostrady“, czy spiker informujący widzów o tym, że ich pingwiny na telewizorach za chwilę wybuchną.

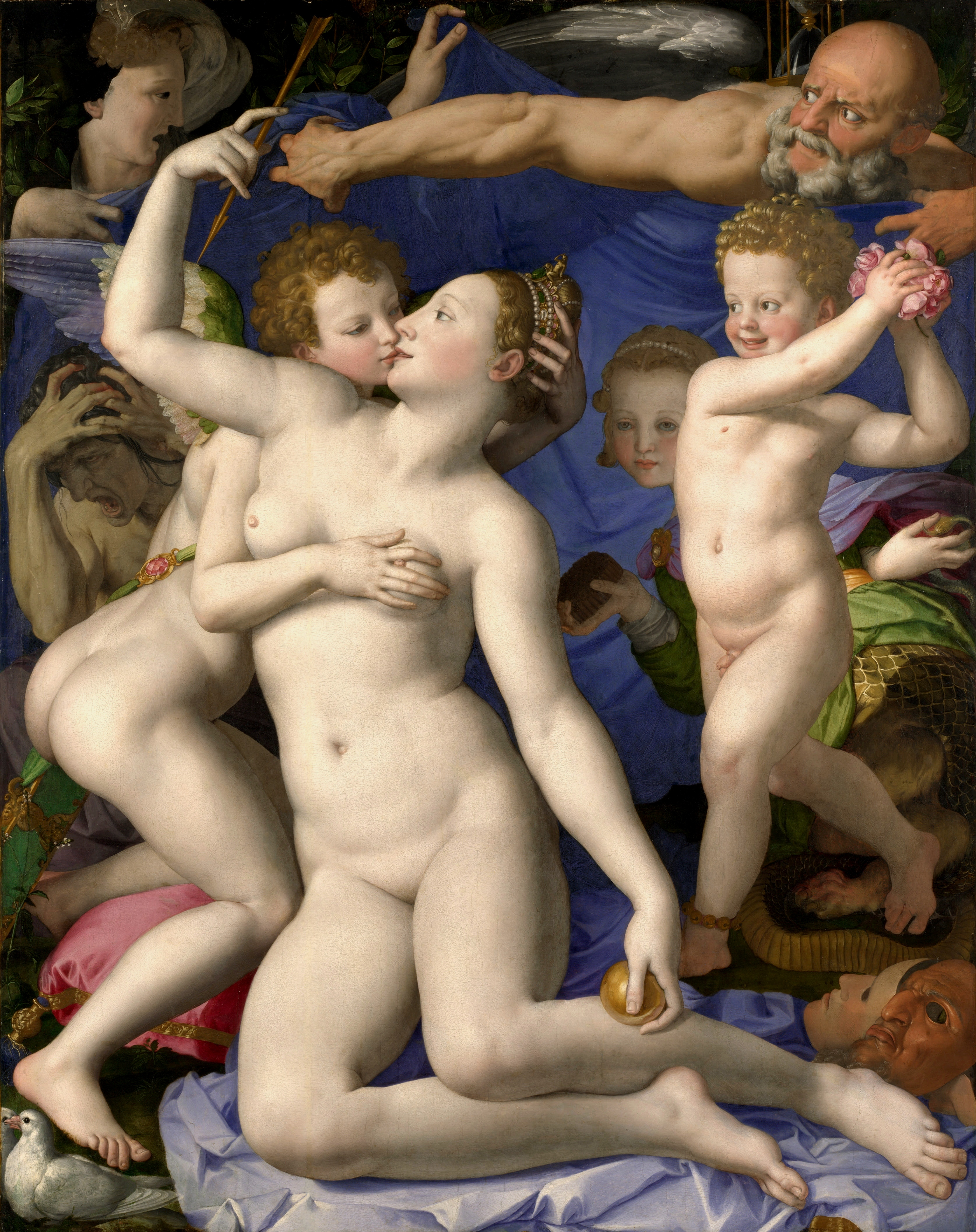
Charakterystyczna stopa z czołówki LCMP pochodzi z obrazu Agnola Bronzina

Komicy grupy Monty Pythona byli dobrymi obserwatorami różnych warstw społecznych i dobrze potrafili odgrywać różnorodne role społeczne, niejednokrotnie je przejaskrawiając. W późniejszych odcinkach Pythoni zaczynają eksperymentować z formą, jaką jest serial, np. poprzez puszczanie napisów końcowych w środku odcinka i nawiązując dyskurs z widzem.

## Niektóre skecze Latającego cyrku
- Ministerstwo głupich kroków
- Martwa papuga
- Taniec z policzkowaniem rybami
- Hiszpańska Inkwizycja
- Piosenka drwala
- Johann Gambolputty
- Brudny widelec (Skecz restauracyjny)